# Fontenay (Indre)
Fontenay ist eine französische Gemeinde mit 77 Einwohnern (Stand: 1. Januar 2022) im Département Indre in der Region Centre-Val de Loire. Sie gehört zum Kanton Levroux im Arrondissement Issoudun. Die Einwohner werden Fontenois genannt.

## Geografie
Die Gemeinde Fontenay liegt 23 Kilometer nordwestlich von Issoudun. Zu Fontenay gehören neben der Hauptsiedlung auch die Weiler Lussault, Les Deserts und Les Planches. Angrenzende Gemeinden sind Guilly im Norden, La Chapelle-Saint-Laurian im Osten, Liniez im Süden, Bouges-le-Château im Westen sowie Rouvres-les-Bois im Westen und Nordwesten.

## Bevölkerungsentwicklung
| Jahr                       | 1962 | 1968 | 1975 | 1982 | 1990 | 1999 | 2006 | 2013 | 2020 |
| Einwohner                  | 200  | 175  | 133  | 111  | 92   | 86   | 81   | 93   | 83   |
| Quellen: Cassini und INSEE |      |      |      |      |      |      |      |      |      |

## Sehenswürdigkeiten
- Kirche Saint-Étienne aus dem 16. Jahrhundert, Monument historique seit 2005

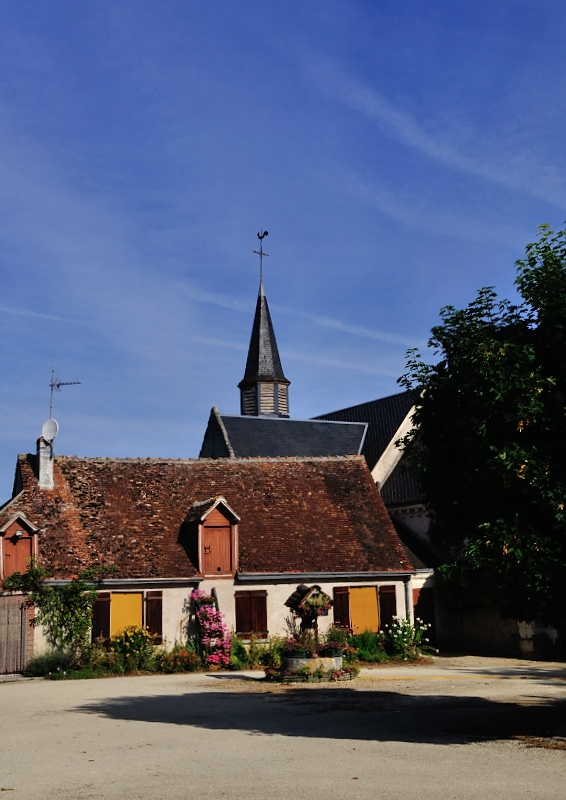
Ortszentrum mit Kirche Saint-Étienne

- Kapelle aus dem 16. Jahrhundert
- Schlösser von La Dixme